# Death Parade
Death Parade (jap. デス・パレード Desu parēdo) – serial anime wyprodukowany przez studio Madhouse, emitowany od stycznia do marca 2015. Powstał na podstawie filmu krótkometrażowego zatytułowanego Death Billiards.

## Fabuła
Za każdym razem, gdy ktoś umiera, zostaje wysyłany do jednego z wielu barów prowadzonych przez barmanów pełniących funkcję arbitrów w zaświatach. Tam zmarli muszą brać udział w rozgrywkach na śmierć i życie, w których stawką są ich dusze. Wyniki ujawniają ich sekrety i to, co doprowadziło ich do sytuacji, w której się znaleźli. Na podstawie tego arbitrzy osądzają (w imieniu zaginionego Boga), czy ich dusze zostaną reinkarnowane, czy wygnane w pustkę. Seria śledzi losy Decima, barmana w barze Quindecim, do którego trafiają ludzie zmarli w tym samym czasie, oraz jego asystentki.

## Bohaterowie

### Główni
- Decim (jap. デキム Dekimu)

Seiyū: Tomoaki Maeno 
- Asystentka (jap. アシスタント Ashisutanto)

Seiyū: Asami Seto 

### Inni arbitrzy
- Nona (jap. ノーナ Nōna)

Seiyū: Rumi Ōkubo 
- Ginti (jap. ギンティ)

Seiyū: Yoshimasa Hosoya 
- Clavis (jap. クラヴィス Kuravisu)

Seiyū: Kōki Uchiyama 
- Quin (jap. クイーン Kuīn)

Seiyū: Ryōko Shiraishi 
- Castra (jap. カストラ Kasutora)

Seiyū: Ryōka Yuzuki 
- Oculus (jap. オクルス Okurusu)

Seiyū: Tesshō Genda 

### Gracze
- Takashi (jap. たかし)

Seiyū: Kazuya Nakai 
- Machiko (jap. 真智子)

Seiyū: Ayako Kawasumi 
- Shigeru Miura (jap. 三浦 しげる Miura Shigeru)

Seiyū: Junji Majima, Lynn (dziecko) 
- Mai Takada (jap. 高田 舞 Takada Mai)

Seiyū: M.A.O., Yuna Taniguchi (dziecko) 
- Chisato Miyazaki (jap. みやざき ちさと Miyazaki Chisato)

Seiyū: Marie Hatanaka 
- Misaki Tachibana (jap. 橘みさき Tachibana Misaki)

Seiyū: Yuriko Yamaguchi 
- Yousuke Tateishi (jap. 立石 洋介 Tateishi Yousuke)

Seiyū: Masakazu Morita 
- Mayu Arita (jap. 有田 マユ Arita Mayu)

Seiyū: Atsumi Tanezaki 
- Harada (jap. 原田)

Seiyū: Mamoru Miyano 
- Shimada (jap. 島田)

Seiyū: Takahiro Sakurai 
- Tatsumi (jap. 辰巳)

Seiyū: Keiji Fujiwara 
- Sachiko Uemura (jap. 上村 幸子 Uemura Sachiko)

Seiyū: Ikuko Tani 

## Produkcja

### Film krótkometrażowy
Krótkometrażowy film animowany, zatytułowany Death Billiards (jap. デス・ビリヤード Desu biriyādo), został wyprodukowany przez studio Madhouse w ramach projektu Anime Mirai 2013. Za reżyserię i scenariusz odpowiadał Yuzuru Tachikawa, a za projekty postaci Shinichi Kurita. Produkcja zadebiutowała na ekranach 14 japońskich kin 2 marca 2013.

### Serial telewizyjny
Telewizyjny serial anime oparty na filmie krótkometrażowym, zatytułowany Death Parade, był emitowany w stacji Nippon TV od 9 stycznia do 27 marca 2015. Wyprodukowany został przez NTV, VAP i studio Madhouse. Reżyserią i scenariuszem ponownie zajął się Yuzuru Tachikawa, projekty postaci przygotował Shinichi Kurita, a muzykę skomponował Yuki Hayashi. Motywem otwierającym jest „Flyers” w wykonaniu Bradio, natomiast końcowym „Last Theater” autorstwa NoisyCell.

#### Lista odcinków
| №  | Tytuł                                                            | Reżyseria           | Premiera odcinka |
| -- | ---------------------------------------------------------------- | ------------------- | ---------------- |
| 1  | Death Seven Darts Desu sebun dātsu (デス・セブンダーツ)          | Jun Shishido        | 9 stycznia 2015  |
| 2  | Death Reverse Desu ribāsu (デス・リバース)                       | Yōsuke Hatta        | 16 stycznia 2015 |
| 3  | Rolling Ballade Rōringu barādo (ローリング・バラード)            | Kiyoshi Murayama    | 23 stycznia 2015 |
| 4  | Death Arcade Desu ākēdo (デス・アーケード)                       | Shinichiro Ushijima | 30 stycznia 2015 |
| 5  | Death March Desu māchi (デス・マーチ)                            | migmi               | 6 lutego 2015    |
| 6  | Cross Heart Attack Kurosu hāto atakku (クロス・ハート・アタック) | Jun Shishido        | 13 lutego 2015   |
| 7  | Alcohol Poison Arukōru poizun (アルコール・ポイズン)             | Shigatsu Yoshikawa  | 20 lutego 2015   |
| 8  | Death Rally Desu rarī (デス・ラリー)                             | Yōsuke Hatta        | 27 lutego 2015   |
| 9  | Death Counter Desu kauntā (デス・カウンター)                     | migmi               | 6 marca 2015     |
| 10 | Story Teller Sutōrī terā (ストーリー・テラー)                    | Motohiro Abe        | 13 marca 2015    |
| 11 | Memento Mori Memento mori (メメント·モリ)                        | Jun Shishido        | 20 marca 2015    |
| 12 | Suicide Tour Sūsaido tsuā (スーサイド·ツアー)                    | Yuzuru Tachikawa    | 27 marca 2015    |